# Wypuczki
Wypuczki (ukr. Випучки, (niem. Ugartsberg) – dawna wieś na Ukrainie, 5 km na północ od Medenic, w rejonie drohobyckim obwodu lwowskiego.
Miejscowość została założona w dobrach kameralnych drohobyckich w procesie kolonizacji józefińskiej przez osadników niemieckich (zobacz: Niemcy galicyjscy) wyznania reformowanego (helweckiego) w 1785. Kolonię lokowano na planie krzyża a nadano jej nazwę Ugartsberg co w języku niemieckim oznacza Górę Ugarta, od nazwiska Ugarte'go - wicegubernatora prowincji. W okresie międzywojennym miejscowość należała do Polski, od 1934 do gminy Horucko. W styczniu 1940 miejscowa ludność niemiecka została wysiedlona w ramach akcji Heim ins Reich. Po tym wydarzeniu wieś się nie odrodziła.